# Луций Манлий Торкват
Луций Манлий Торкват (на латински: Lucius Manlius Torquatus; † 47 пр.н.е.) e политик на късната Римска република.

## Биография
Произлиза от клона Торкват на патрицианската фамилия Манлии. Той е приятел от училището с Цицерон.
Вероятно през 80 пр.н.е. e квестор при Сула. През 68 пр.н.е. е претор и след това проконсул на провинция Азия. През 65 пр.н.е. e избран за консул заедно с Луций Аврелий Кота. Първо избраните за консули за 65 пр.н.е. са Публий Автроний Пет и Публий Корнелий Сула, които малко след това са обвинени и осъдени заради ambitus (подкуп) и са подменени от Луций Аврелий Кота и Луций Манлий Торкват. Към края на 66 пр.н.е. се образува заговор с цел, анулирването на изборите да е невалидно. Този заговор не успява. Историчността на този така наречен „Първи заговор на Катилина“ е несигурна.
След това от 64 пр.н.е. до есента на 63 пр.н.е. Манлий е проконсул на Македония. От сената получава титлата император. След завръщането си той помага на консула Марк Тулий Цицерон при разгомяването на заговора на Катилина.
Като приятел на Цицерон Манлий се застъпва през 57 пр.н.е. за завръщането му от изгнание.
В гражданската война между Цезар и Помпей Манлий е на страната на помпеяните. През 48 пр.н.е. e заловен от Цезар и след една година екзекутиран.
Манлий Торкват е добър оратор.